# Vaiano
Vaiano és un comune (municipi) de la província de Prato a la regió italiana de la Toscana. Es troba a uns 25 km al nord-oest de Florència i uns 10 km al nord de Prato. Al 31 de desembre de 2004, tenia 9.532 habitants i una superfície de 34,2 quilòmetres quadrats.
Vaiano limita amb els següents municipis: Barberino di Mugello, Calenzano, Cantagallo, Montemurlo i Prato.

## Galeria

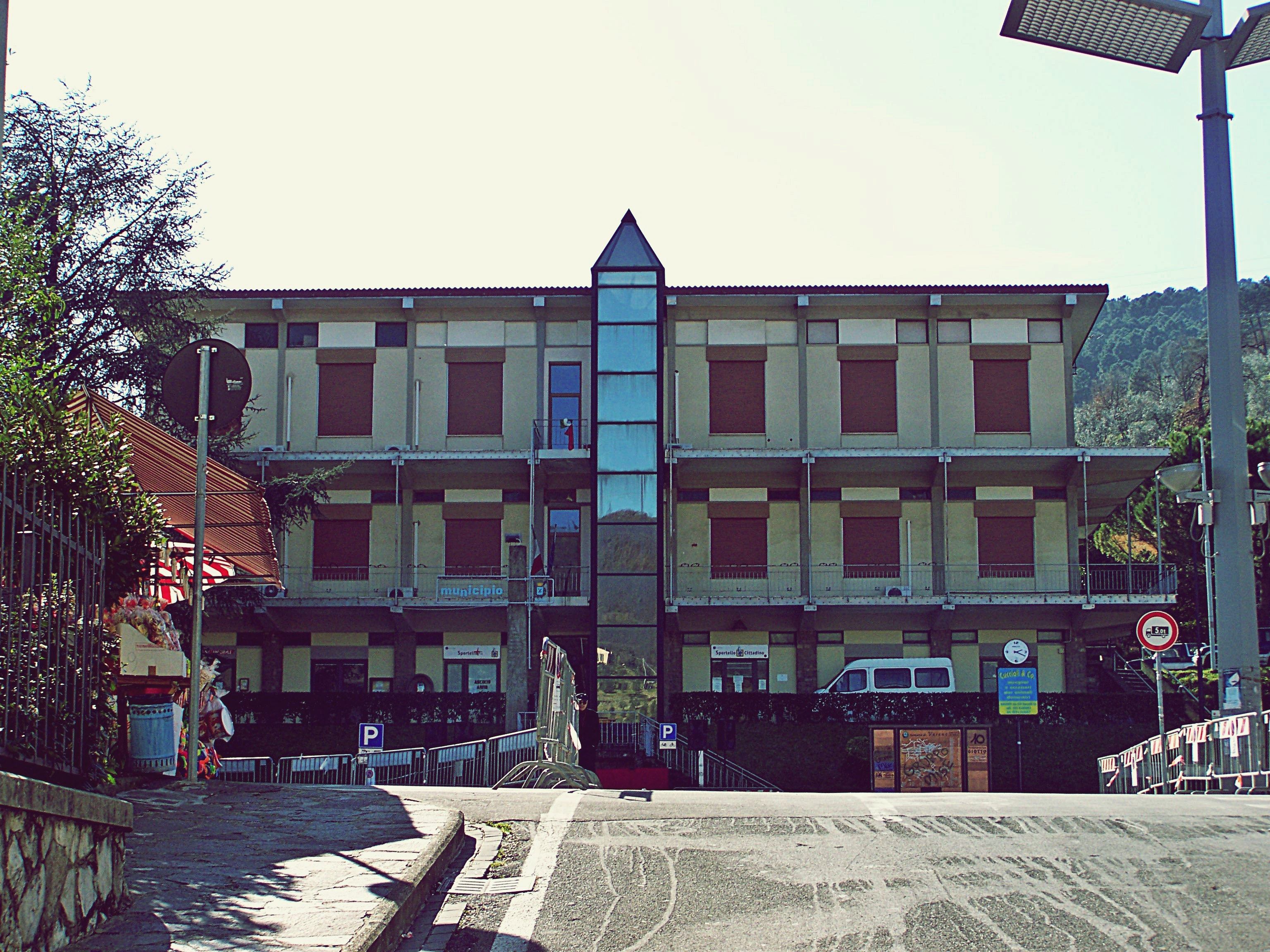
Casa de la vila de Vaiano
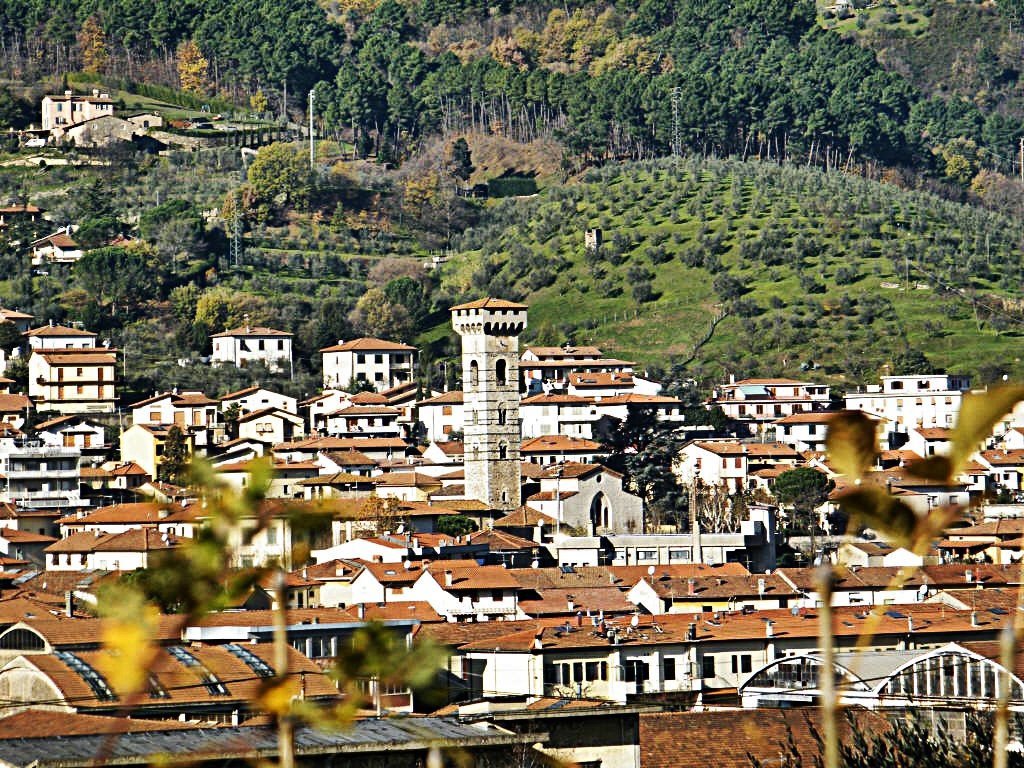
Vista de Vaiano
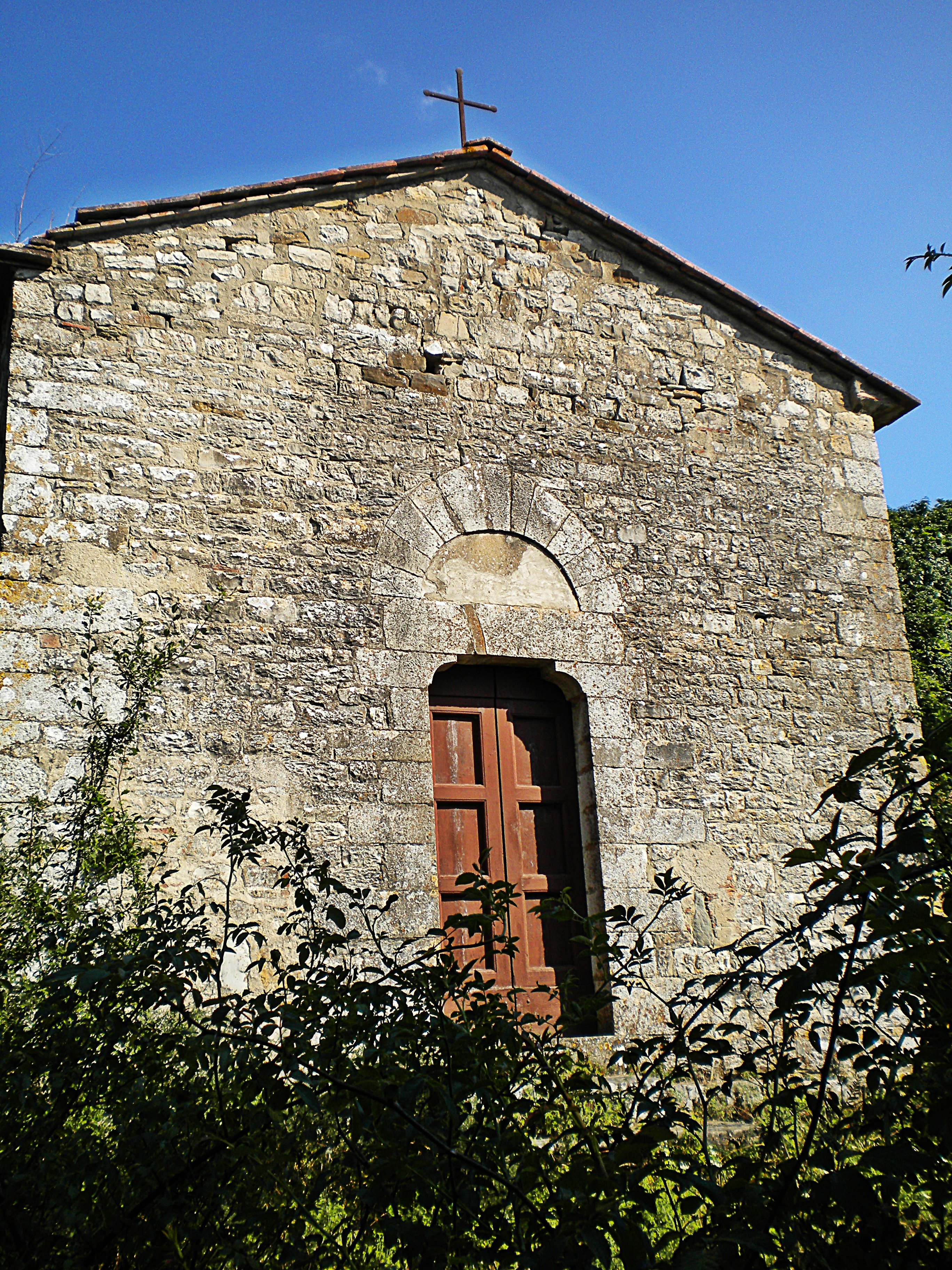
L'esglèsia de Sant Esteve al poble abandonat de Parmigno
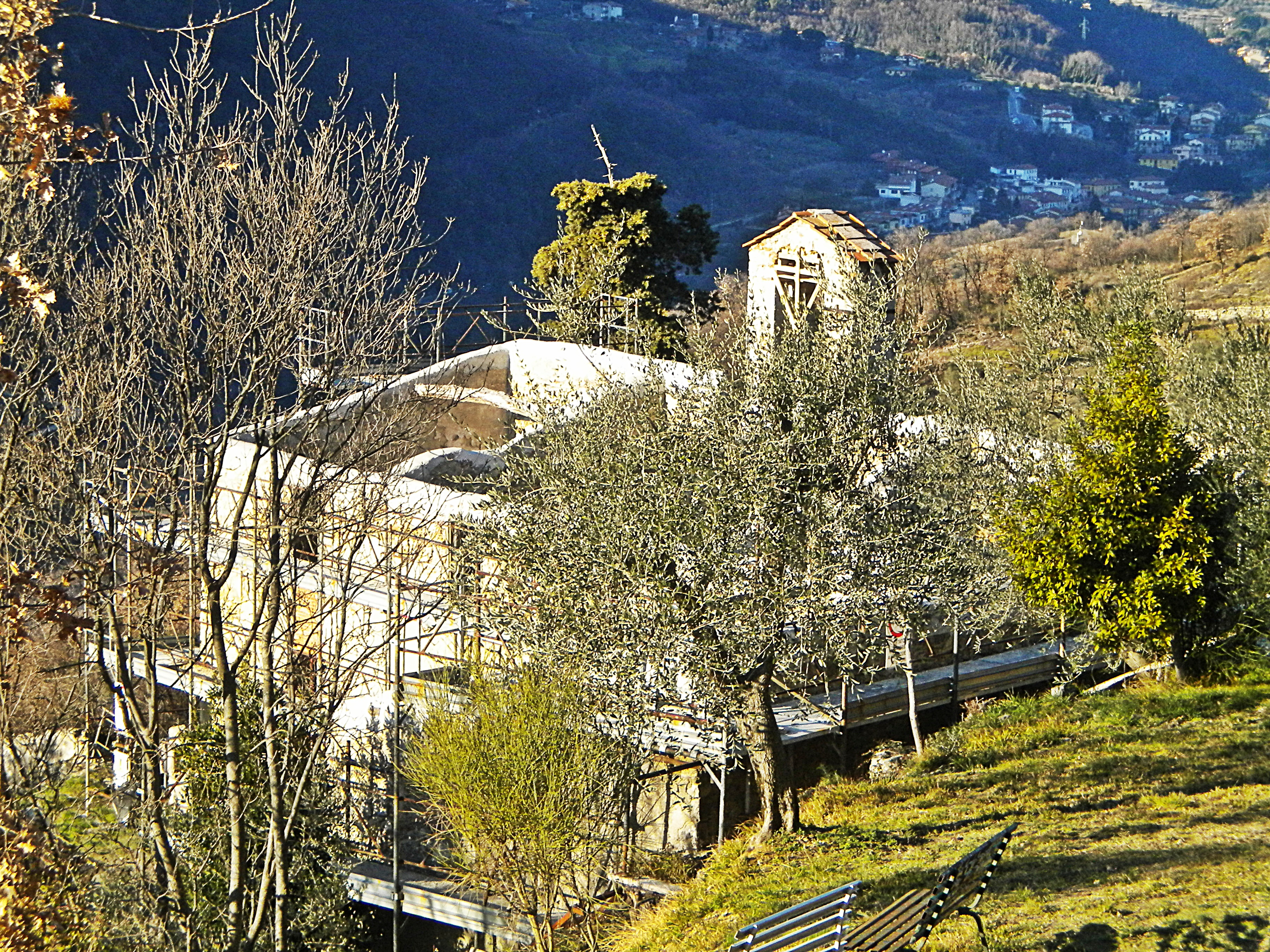
L'esglèsia de Sant lleonard al poble abandonat (ara en reconstrucció) de San Leonardo in Collina
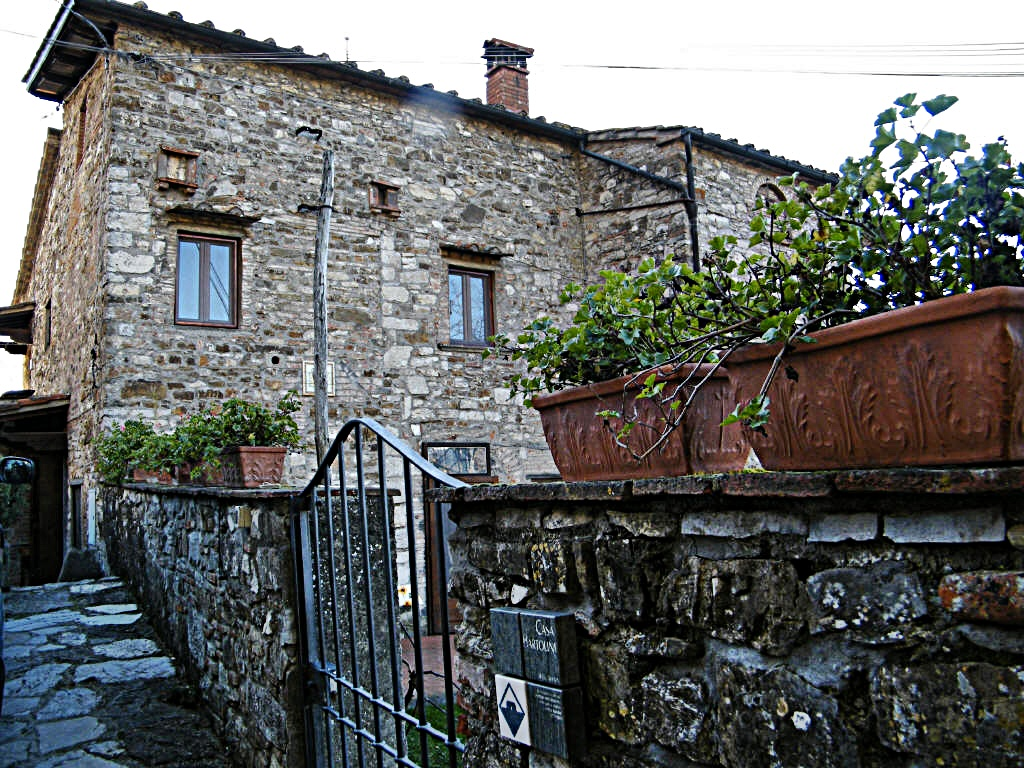
Lloc de naixement de l'escultor Lorenzo Bartolini a Savignano
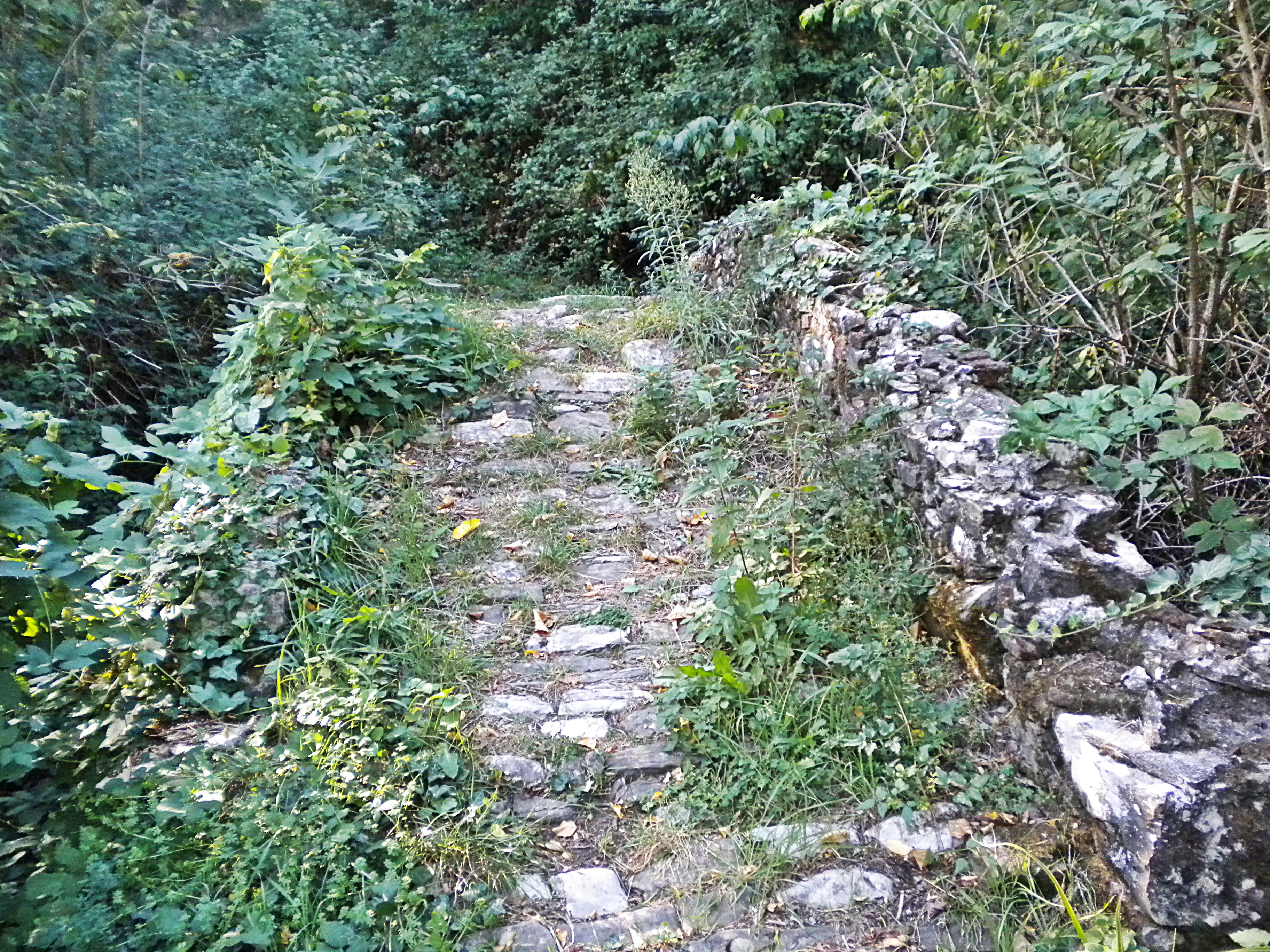
Pont romà a Savignano